# نادي بلقاس
نادي بلقاس الرياضي هو نادي كرة قدم مصري مقره بلقاس، يلعب في الدوري المصري الدرجة الثالثة.

## النشأة والتأسيس
تأسس النادي عام 1948. صعد إلى الدوري المصري الممتاز في نهاية موسم 1974–75. وضع في المجموعة الأولى، واحتل المركز الثاني من أسفل القسم في موسم 1975–76 وهبط مرة أخرى إلى الدرجة الثانية. هبط بلقاس إلى الدرجة الثالثة موسم 2014–15.

## لاعبو الفريق
1. محمد زكي على
2. محمد السعيد محمد السيد
3. محمد طه علي
4. محمد إبراهيم شيفو
5. عبده عثمان العجوز
6. حمادة هاني
7. السيد حسن محمد
8. أحمد البنان: رقم 15
9. فوزي سمير: رقم 16
10. إبراهيم الحسين محمد أبو صالح: رقم 10
11. أسامة السانوسي: رقم 17
12. إبراهيم الألفي: رقم 18
13. صلاح السيد: رقم 19
14. شريف شحاته: رقم 21
15. عبد الرحمن عثمان: رقم 23
16. بدير الشربينى: رقم 25
17. سافيولا: رقم 26
18. أمادوا محترف: رقم 30
19. رضا السيد: رقم 33
20. أحمد سعيد أوكا: رقم 34
21. محمد عبد الحميد: رقم